# Alexander Zippelius
Alexander Zippelius (* 1797 in Würzburg, Hochstift Würzburg; † 31. Dezember 1828 in Kupang auf Timor, Niederländisch-Indien) war ein deutscher Gärtner und Pflanzensammler. Sein offizielles botanisches Autorenkürzel lautet „Zipp.“
Die Pflanzengattung Zippelia Blume aus der Familie der Pfeffergewächse (Piperaceae) ist nach ihm benannt worden.